# Etiopia na Letnich Igrzyskach Olimpijskich 1960
Podczas Letnich Igrzysk Olimpijskich w Rzymie w 1960 roku Etiopię reprezentowało 10 sportowców w dwóch dyscyplinach sportu - lekkoatletyce i kolarstwie.
Podczas tych Igrzysk maratończyk Abebe Bikila zdobył pierwszy w historii medal dla swego kraju (złoto), pomimo iż biegł boso.

## Wyniki

### lekkoatletyka

#### 100 m mężczyzn
| 1.    | Armin Hary    |
| 65el. | Roba Negousse |

#### 400 m mężczyzn
| 1.    | Otis Davis  |
| 27el. | Moussa Said |

#### 800 m mężczyzn
| 1.    | Peter Snell |
| 10el. | Moussa Said |

#### 5000 m mężczyzn
| 1.    | Murray Halberg | 13:43,4 |
| 31el. | Gabrou Merawi  | 14:40,8 |

#### 10000 m mężczyzn
| 1.  | Piotr Bołotnikow |
| DNF | Gabrou Merawi    |

#### bieg maratoński mężczyzn
| 1. | Abebe Bikila  | 2:15:16,2 |
| 7. | Abebe Wakgira | 2:21:09,4 |

### kolarstwo szosowe
Kouflu Alazar, Guremu Demboba, Amousse Tessema oraz Megra Admassou nie ukończyli wyścigu indywidualnego.
W rywalizacji drużynowej na 100 km Kouflu Alazar, Guremu Demboba, Amousse Tessema oraz Negousse Mengistou zajęli przedostatnie, 28. miejsce.